# Casato di Arenberg

Stemma del Casato di Arenberg

Il Casato di Arenberg è una dinastia aristocratica che è costituita da tre famiglie consecutive che prendono il loro nome da Arenberg, un piccolo principato del Sacro Romano Impero nell'Eifel. L'eredità del Casato di Croÿ-Aarschot rese gli Arenberg la più influente e la più ricca famiglia nobile dei Paesi Bassi meridionali.
Gli Arenberg furono costretti a fine Settecento a perdere la sovranità su Aremberg ma poi ottennero un nuovo e molto più vasto Ducato sovrano con il Reichsdeputationshauptschluss nel 1803, perso nel 1810-1811.
L'attuale capo della casata porta il titolo di Duca di Arenberg, mentre tutti gli altri membri sono Principi o Principesse. Tutti godono dell'appellativo di Altezza serenissima.

## Signori di Arenberg

Stemma dei Signori di Arenberg

| Data         | Nome (nascita–morte)                        | Note                                                      |
| ------------ | ------------------------------------------- | --------------------------------------------------------- |
| 1032         | Ulrich, Visconte di Colonia                 |                                                           |
| 1061–1074    | Franco I                                    |                                                           |
| 1082–1135    | Arnold                                      |                                                           |
| 1106–1135    | Franco II                                   |                                                           |
| 1136–1159    | Heinrich I                                  |                                                           |
|              | Gerhard                                     |                                                           |
| 1166/67–1197 | Heinrich II de Arberg                       |                                                           |
|              | Eberhard (1200-1218) ∞ Adelaide di Molsberg | anche Contessa di Freusburg                               |
|              | Heinrich III (1220-1252)                    |                                                           |
|              | Gerhard ∞ Mechthild von Holte               |                                                           |
|              | Johann (1267-1280)                          | sposò Johanna von Jülich, cedette la Viscontea di Colonia |
|              | Mechthild                                   | Nel 1299, sposò il Conte Engelbert II von der Mark.       |

## Conti di Arenberg

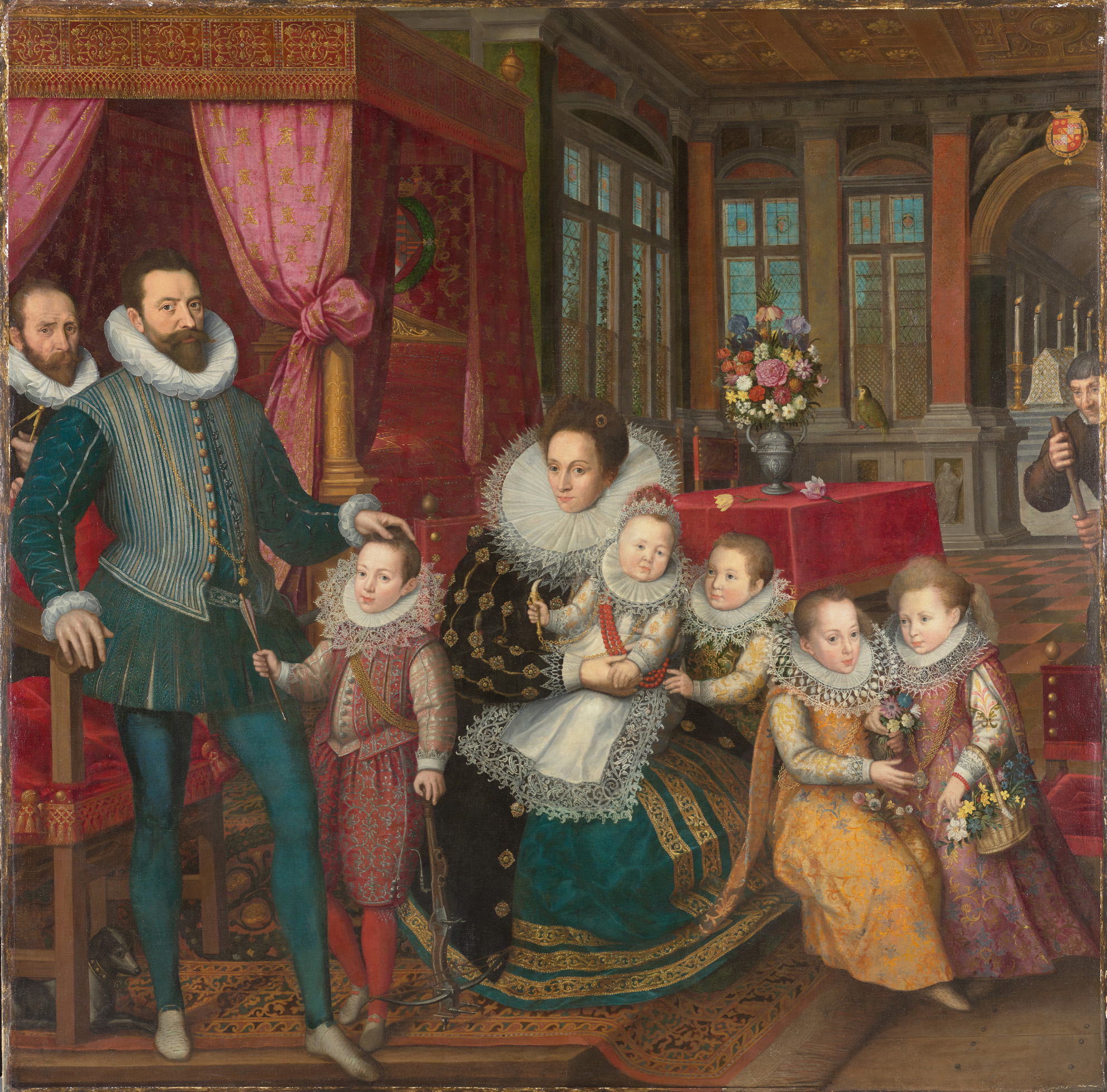
Il conte Carlo de Ligne, II Principe di Arenberg e Anna di Croÿ con i figli

| Data      | Nome (nascita–morte)                                   | Note |
| --------- | ------------------------------------------------------ | --- |
| 1299–1328 | Conte Engelbert II von der Mark                        | |
| 1328–1387 | Conte Eberhard von der Mark, Signore di Aremberg       | |
| 1387–1454 | Conte Eberhard II von der Marck-Arenberg               | |
| 1454–1480 | Conte Johann von der Marck-Arenberg                    | |
| 1480–1496 | Conte Eberhard III von der Marck-Arenberg              | |
| 1496–???? | Conte Robert I von der Marck-Arenberg                  | |
| ????–1536 | Conte Robert II von der Marck-Arenberg                 | |
| 1536–1541 | Conte Robert III von der Marck-Arenberg                | Dopo l'estinzione della linea maschile, sua sorella Margarethe (1541-1596) sposò nel 1547 il Conte Jean de Ligne, Duca di Aremberg |
| 1541–1547 | Contessa Margaretha von der Marck-Arenberg (1527-1599) | |
| 1568–1616 | Carlo de Ligne, II Principe di Arenberg                | Nel 1576 fu elevato a Principe Conte                                                                                               |

## Principi Conti ed in seguito Duchi di Arenberg

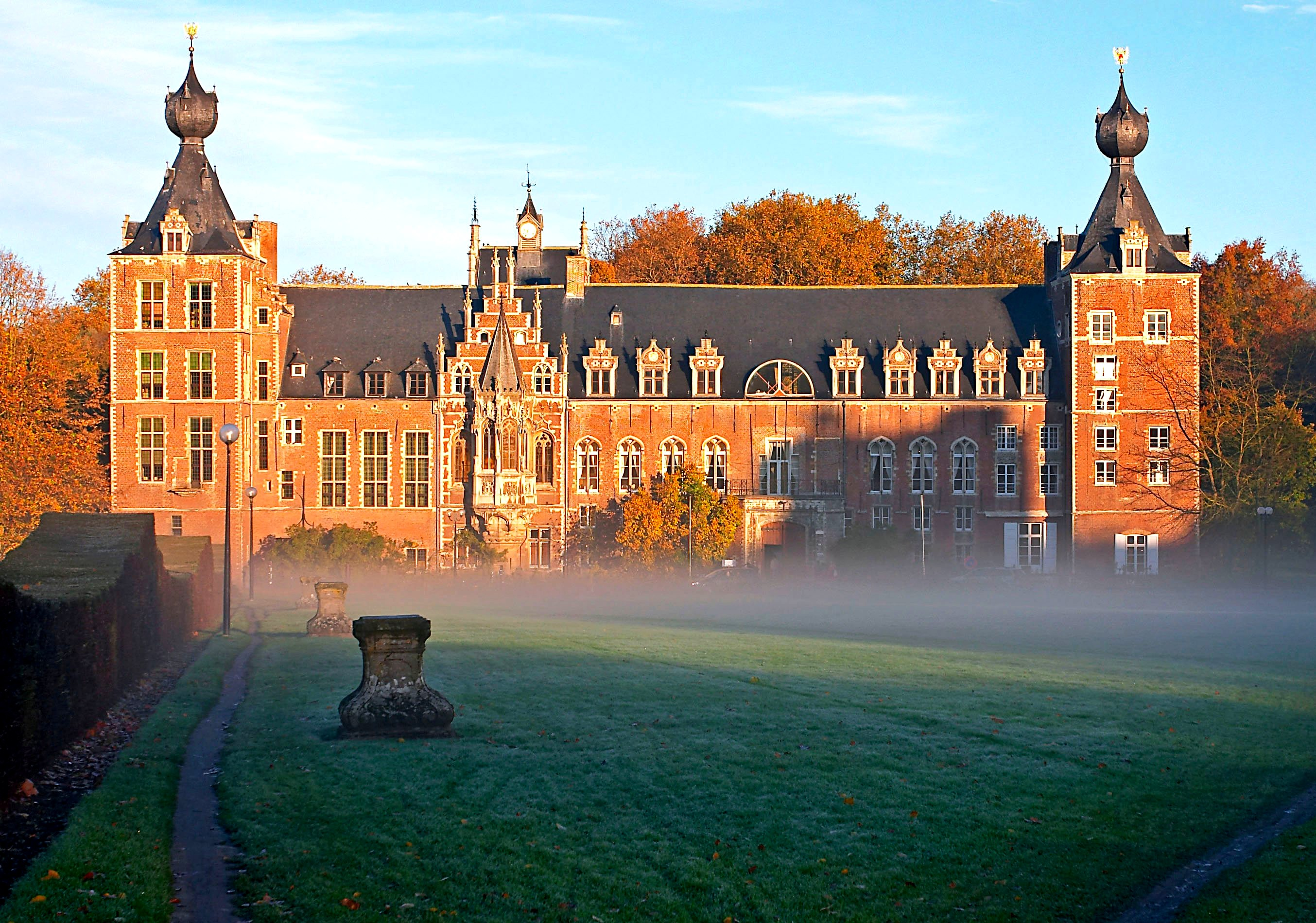
Il Castello di Arenberg a Heverlee, Lovanio, antica proprietà degli Croÿ-Aarschot.

Il contratto di matrimonio (1547) di Margaretha de la Marck, contessa di Arenberg e Jean de Ligne-Barbançon stabilì che i loro figli avrebbero abbandonato il nome di Ligne e adottato il nome e lo stemma di Arenberg. 
Nel 1533 ricevettero il ducato di Aerschoot nel circolo di Borgogna.
Dal 1549 la contea divenne stato immediato dell'impero ed entrò a fare parte del circolo del Reno Elettorale e la famiglia venne ammessa nel collegio dei conti della Westfalia.
Nel 1548 Rupert von der Mark riceve il ducato di Bouillon che passa poi per eredità ai signori de la Tour d'Auvergne, visconti de la Tourenne, quando la figlia di Rupert, Charlotte, sposa nel 1591 Henri d'Albret de la Tour d'Auvergne d'Auvergne, principe di Sedàn (-1623).
Il 5 marzo 1576, l'Imperatore Massimiliano II elevò Margaretha e suo figlio Carlo al rango di conti principeschi (in tedesco: Gefürstete Graf). In quanto tali gli Arenberg sedettero e votarono sul banco dei principi secolari nella Dieta Imperiale. 
Il 20.3.1601 divennero infine principi di Ligne.
Il 9 giugno 1644, l'Imperatore Ferdinando III concesse il titolo di Duca di Arenberg ai nipoti di Carlo, Filippo Francesco e Carlo Eugenio, così come a tutti i discendenti legittimi di Carlo e di suo fratello Roberto di Arenberg, principe di Barbançon.

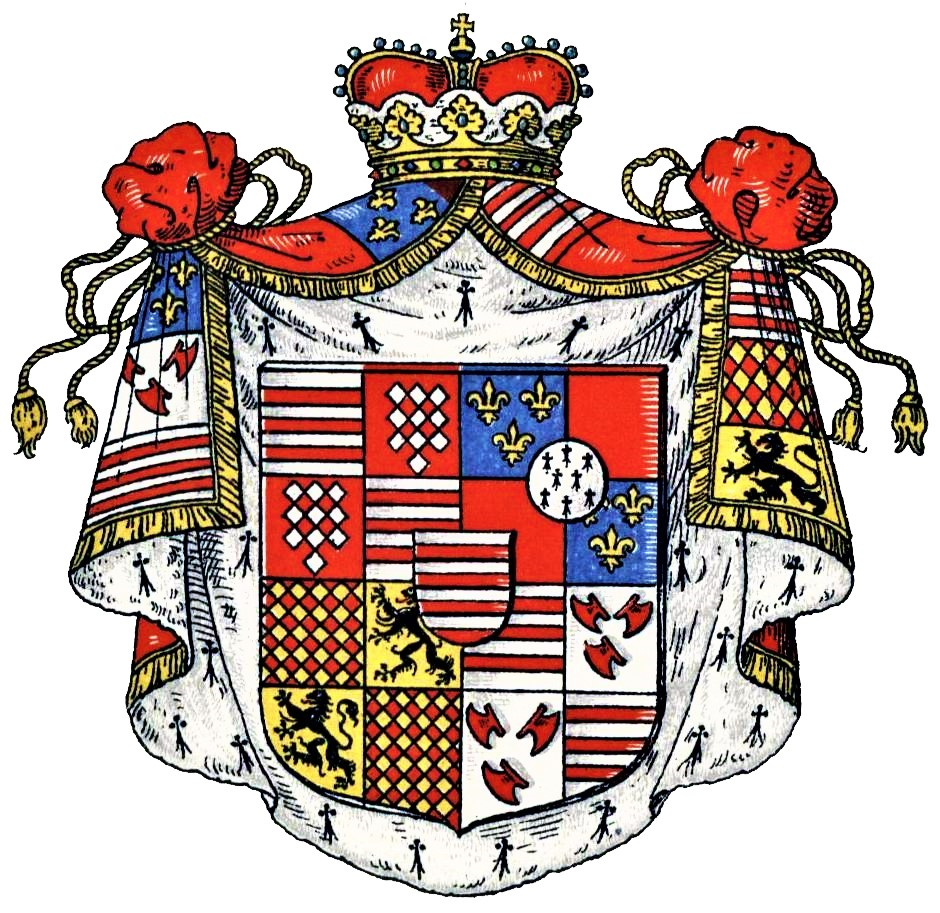
Stemma del Casato di Croÿ

Nel frattempo il matrimonio tra il conte principesco Carlo ed Anne de Croÿ, sorella ed erede dell'ultimo Croÿ Duca di Aarschot, aveva procurato agli Arenberg una serie di titoli così come vaste proprietà nei Paesi Bassi Asburgici nel 1612 (compreso per un cadetto il Principato di Chimay, passato poi però per eredità ad altra famiglia a fine Seicento). Il titolo maggiore fu quello di Duca di Aarschot. Era stato creato nel 1534, fu il primo (e solo fino al 1627) titolo ducale nei Paesi Bassi e portò la dignità di Grande di Spagna. Le proprietà degli Arenberg diedero loro un posto nel secondo stato degli Stati Provinciali del Brabante e di Hainaut. Dal momento che erano ormai indiscutibilmente i primi tra i nobili dei Paesi Bassi asburgici, diventò consuetudine per i Duchi ricevere l'Ordine del Toson d'oro poco dopo la loro successione al titolo. Convinti sostenitori degli Asburgo, detennero alte cariche presso la Corte di Bruxelles, sedettero nel Consiglio di Stato, furono impiegati alle ambasciate (in particolare all'ambasciata di re Giacomo I, che negoziò il trattato di Londra del 1604) e funsero come governatori provinciali in Hainaut e nella Franca Contea. Occupando alti comandi militari potrebbe parimenti essere chiamato qualcosa come il loro diritto di nascita.

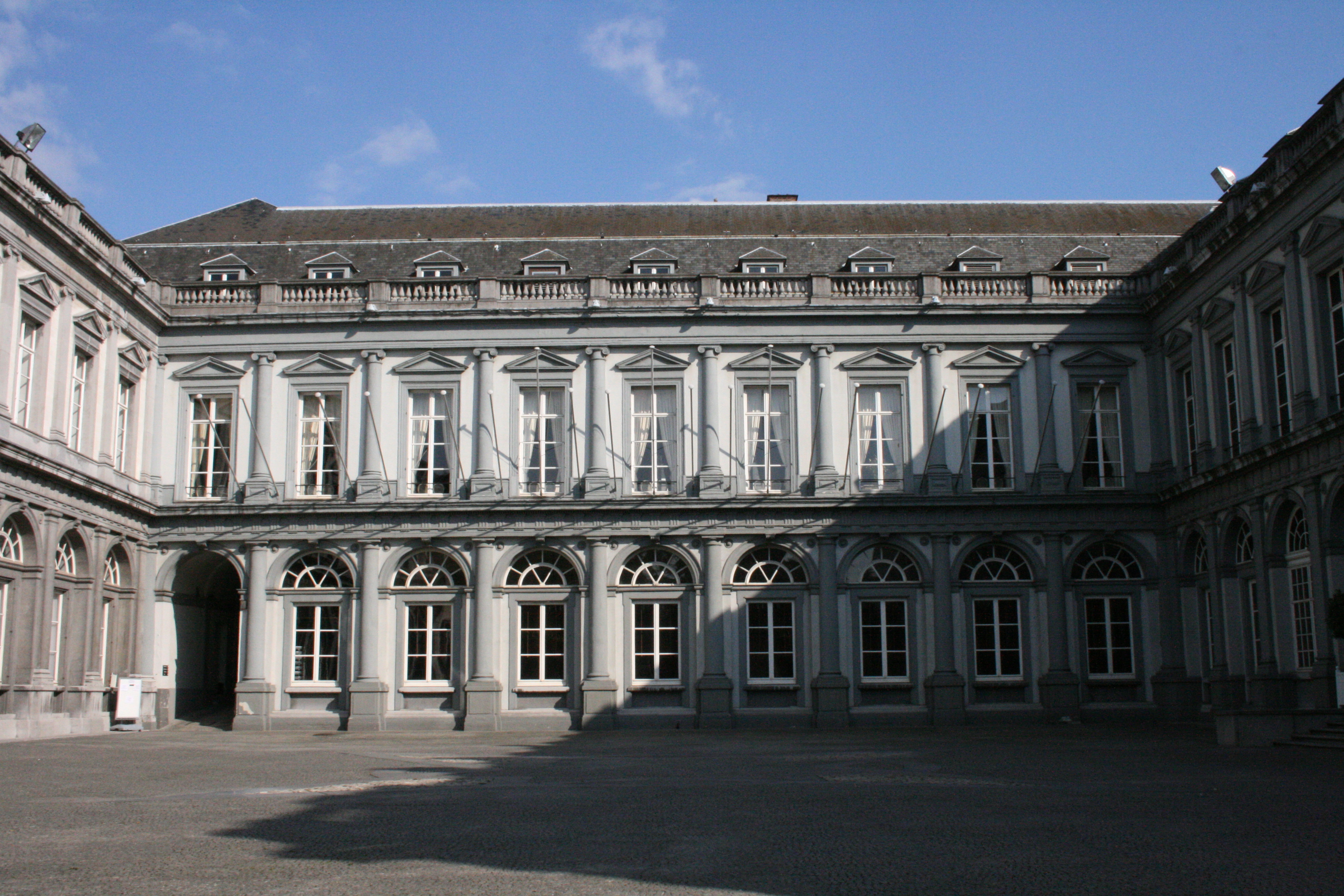
Il Palazzo di Egmont

Nel 1605 Carlo di Arenberg ed Anne de Croÿ acquistarono il terreno di Enghien del re Enrico IV di Francia e ne fecero la loro sede principale nei Paesi Bassi. Inizialmente ispirato dall'esempio di Robert Cecil a Theobalds House, gli Arenberg crearono giardini a Enghien che arrivarono a godere di una reputazione internazionale. A testimonianza del patrocinio dato ai Cappuccini, il convento dell'ordine a Enghien divenne la necropoli degli Arenberg. Con il ducato di Aarschot arrivò la sede di campagna secondaria di Heverlee e la vasta foresta di Meerdaal. In linea con il loro status, i duchi similmente possedevano un palazzo a Bruxelles. Dopo la sua distruzione nel bombardamento del 1695, i duchi hanno dovuto accontentarsi di un alloggio affittato fino all'acquisto del maestoso Palazzo di Egmont nel 1754, rimasto in possesso della famiglia fino al 1918.
Nel corso dei secoli la famiglia acquistò ed ebbe in concessione numerosi feudi nel Sacro Romano Impero come:
- ducato di Aremberg (Arenberg, Wershoven, Ohlenhardt, Mülheim, Reetz, Freilingen, Lommersdorf, Ahrhuette, Dorsel, Antweiler);
- a nord la contea di Schleiden (Schleiden, Drei Herrenwald e Mürringen nella porzione meridionale più ampia e Wollseifen nella porzione più piccola a nord);
- la signoria di Kommern (Gehn, Schaven escluso il castello di Bech, Katzfey, Kommern, Roggendorf, Strempt);
- la signoria di Saffenburg (ad ovest di Ahrweiler con Dernau, Mayschloss, Rech nella valle dell'Ahr);
- a sud del ducato la signoria di Kerpen (Udelhofen, Neu Blankenheim, Leudersdorf, Uxheim, Dreimühlen, Flesten, Kerpen, Niederehe, Loogh, Heiroth, Brück, Dreis, Dockweiler e la porzione separata ad ovest con Walsdorf e Zildorf);
- la signoria di Kasselburg (con la porzione separata da Bettendorf a nord e quella più ampia ad est di Geroldstein costituita da Pelm e Gees);
- la signoria di Flereringen ad est di Prüm (Flereringen e Oberhersdorf);
- la signoria di Gillenfeld (intorno al Pulvermaar).

Il marchesato italiano di Grana in Piemonte fu ereditato dal duca Leopoldo (1691-1754) dalla madre, marchesa Enrichetta del Carretto, finché venne venduto dagli eredi nel 1785.
Poco prima delle annessioni francesi il ducato si estendeva su circa 413 kmq, con una popolazione di circa 14.800 abitanti.
Privati a seguito delle annessioni francesi dei propri possedimenti gli Aremberg nel 1802 ricevettero, allora come compensazione temporanea, con voto alla dieta imperiale, varie permute territoriali (la contea di Vest Recklinghausen fino al 1811, il principato di Meppen e dal 1806 il ducato sovrano di Dülmen fino al 1810, quando venne mediatizzato). La capitale del nuovo stato fu Meppen. Il nuovo Ducato era molto più grande e importante del precedente con ben 3178 kmq (più dell'attuale Granducato di Lussemburgo, per fare un confronto).
Nel 1807 la principessa Amalia Luisa di Arenberg sposò il Duca Pio Augusto in Baviera (membro della Casa Reale come nipote di Re Massimiliano I Giuseppe di Baviera, suo zio, e di cui fu anche consuocero) e furono, tra l'altro, i nonni di Elisabetta di Baviera, Imperatrice come moglie dell'Imperatore Francesco Giuseppe I d'Austria, e di Maria Sofia di Baviera che fu Regina come moglie di Francesco II delle Due Sicilie.
Napoleone il 26.4.1808 concesse al duca Ludovico Enghelberto il titolo personale di conte dell'impero francese e fu fatto senatore.
Suo successore fu il duca Prospero Ludovico (-1861), duca di Meppen e di Dülmen (regnante dal 1803 al 17.12.1810) e ultimo duca sovrano a cui successe il figlio Enghelberto I Augusto (-1875).
Nel 1815 i duchi recuperarono parte degli antichi possessi, il cui più importante rimase Meppen, ma non lo stato sovrano che fu spartito tra la Prussia e l'Hannover; trasferirono allora la loro residenza a Bruxelles. 
L'8.5.1826, re Giorgio IV di Gran Bretagna, quale re dell'Hannover, innalzò il territorio hannoveriano di Meppen a ducato di Arenberg-Meppen e lo concesse al principe Prospero Ludovico che assunse il titolo di “Durchlaucht”, come “Altezza Serenissima” per sé e i suoi discendenti, in esecuzione del decreto confederale germanico del 18.8.1825; tale riconoscimento sarà dato anche dal re di Prussia Federico Guglielmo III il 21.2.1832 per i soli primogeniti della famiglia e successivamente a tutti i componenti familiari. 
Tale dignità fu concessa infine anche con decreto imperiale del 22.2.1847 dall'imperatore Ferdinando I d'Austria.
Nel 1827 il Principe Pierre d'Arenberg (1790-1877), terzo figlio del sesto Duca d'Arenberg, militare che era stato al servizio della Francia fin dai tempi di Napoleone, fu creato Pari di Francia e Duca (1828). Questi Duchi d'Arenberg francesi esistono tuttora.
A inizio Novecento fu famoso il Duca Engelberto Maria d'Arenberg (1872-1949), imprenditore, militare e politico, imparentato con diverse Case Reali tra cui i Savoia (sua figlia Lidia sposò il Principe Filiberto di Savoia-Genova), ma la sconfitta tedesca nella prima guerra mondiale fece sì che il Belgio gli sequestrasse gran parte dei beni (come cittadino tedesco), tra cui il castello di Arenberg di Heverlee, assegnato all'Università Cattolica di Lovanio.
Nel 1952 l'Arciduca Felice d'Asburgo-Lorena, figlio dell'Imperatore Carlo I d'Austria e dell'Imperatrice Zita di Borbone-Parma, sposò la principessa Anna Eugenia d'Arenberg avendone sette figli.

## Elenco dei Capi del Casato di Arenberg
| Capo del Casato | Nome titolo maggiore (nascita–morte)                                                                                            | Notes |  |
| --------------- | --- | --- |  |
| 1576–1599       | Margaretha de la Marck, Contessa regnante di Arenberg (1527–1599)                                                               | sposò Jean de Ligne-Barbançon (1528–1568) |  |
| 1599–1616       | Carlo de Ligne, II Principe di Arenberg (1550–1616)                                                                             | |  |
| 1616–1640       | Filippo Carlo, III Principe di Arenberg e VI Duca di Aarschot (1587–1640)                                                       | |  |
| 1640–1674       | Filippo Francesco, I Duca di Arenberg e VII Duca di Aarschot (1625–1674)                                                        | |  |
| 1674–1681       | Carlo Eugenio, II Duca di Arenberg e VIII Duca di Aarschot (1633–1681)                                                          | |  |
| 1681–1691       | Philippe-François-Charles, III Duca di Arenberg e IX Duca di Aarschot (1663–1691)                                               | |  |
| 1691–1754       | Leopold-Philippe, IV Duca di Arenberg e X Duca di Aarschot (1690–1754)                                                          | |  |
| 1754–1778       | Charles-Marie-Raymond, V Duca di Arenberg e XI Duca di Aarschot (1721–1778)                                                     | |  |
| 1778–1820       | Louis Engelbert, VI Duca di Arenberg, XII Duca di Aarschot, I Duca di Meppen e I Principe di Recklinghausen (1750–1820)         | |  |
| 1820–1861       | Prosper-Louis, VII Duca di Arenberg, XIII Duca di Aarschot, II Duca di Meppen e II Principe di Recklinghausen (1785–1861)       | |  |
| 1861–1875       | Engelbert-Auguste, VIII Duca di Arenberg, XIV Duca di Aarschot, III Duca di Meppen e III Principe di Recklinghausen (1824–1875) | |  |
| 1875–1949       | Engelbert-Marie, IX Duca di Arenberg, XV Duca di Aarschot, IV Duca di Meppen e IV Principe di Recklinghausen (1872–1949)        | fu suocero del Principe della Casa Reale di Italia Filiberto di Savoia-Genova                                                                  |  |
| 1949–1974       | Engelbert-Charles, X Duca di Arenberg                                                                                           | sposò Valeria di Schleswig-Holstein, unica figlia del Duca Alberto di Schleswig-Holstein (la cui nonna era la Regina Vittoria del Regno Unito) |  |
| 1974–1992       | Erik Engelbert, XI Duca di Arenberg                                                                                             | suocero dell'Arciduca d'Austria Leopoldo Francesco (degli Asburgo-Lorena di Toscana), Granduca di Toscana (titolare)                           |  |
| 1992-2011       | Jean, XII Duca di Arenberg | sposò la Principessa Sophie di Baviera, figlia minore di Rupprecht, Principe Ereditario di Baviera                                             |  |
| 2011-attuale    | Léopold, XIII Duca di Arenberg(1956)                                                                                            | |  |